# Oberrohrdorf
Oberrohrdorf é uma comuna da Suíça, no Cantão Argóvia, com cerca de 3.499 habitantes. Estende-se por uma área de 4,30 km², de densidade populacional de 814 hab/km². Confina com as seguintes comunas: Fislisbach, Killwangen, Neuenhof, Niederrohrdorf, Remetschwil, Spreitenbach.
A língua oficial nesta comuna é o Alemão.